# زوران لیلیچ

زوران لیلیچ (انگلیسی: Zoran Lilić؛ زادهٔ ۲۷ اوت ۱۹۵۳) یک سیاست‌مدار اهل یوگسلاوی است که از ۲۵ ژوئن ۱۹۹۳ تا ۲۳ ژوئیه ۱۹۹۷ رئیس‌جمهور صربستان و مونته‌نگرو بود.